# بيني فرايل
بيني فرايل (بالإنجليزية: Benny Friel)‏ هو لاعب كرة قدم ومدرب كرة قدم بريطاني في مركز جناح ‏، ولد في 16 سبتمبر 1941 في غلاسكو في المملكة المتحدة، وتوفي في 16 فبراير 2010 في فينيكس في الولايات المتحدة. لعب مع نادي دمبرتون ونادي ساوثيند يونايتد.